# Санмен (Індіана)
Санмен (англ. Sunman) — місто (англ. town) в США, в окрузі Ріплі штату Індіана. Населення — 914 особи (2020).

## Географія
Санмен розташований за координатами 39°14′14″ пн. ш. 85°5′35″ зх. д. / 39.23722° пн. ш. 85.09306° зх. д. (39.237292, -85.093089).  За даними Бюро перепису населення США в 2010 році місто мало площу 3,03 км², уся площа — суходіл.

## Демографія
Згідно з переписом 2010 року, у місті мешкало 1049 осіб у 371 домогосподарстві у складі 272 родин. Густота населення становила 346 осіб/км².  Було 413 помешкання (136/км²).
Расовий склад населення:
| - 95,1 % — білих - 0,6 % — чорних або афроамериканців - 0,2 % — азіатів - 2,7 % — осіб інших рас |

До двох чи більше рас належало 1,4 %. Частка іспаномовних становила 7,9 % від усіх жителів.
За віковим діапазоном населення розподілялося таким чином: 30,0 % — особи молодші 18 років, 58,1 % — особи у віці 18—64 років, 11,9 % — особи у віці 65 років та старші. Медіана віку мешканця становила 32,0 року. На 100 осіб жіночої статі у місті припадало 104,9 чоловіків;  на 100 жінок у віці від 18 років та старших — 98,9 чоловіків також старших 18 років.
Середній дохід на одне домашнє господарство  становив 48 648 доларів США (медіана — 36 774), а середній дохід на одну сім'ю — 57 862 долари (медіана — 43 819). Медіана доходів становила 45 313 долари для чоловіків та 29 091 долар для жінок. За межею бідності перебувало 20,2 % осіб, у тому числі 28,0 % дітей у віці до 18 років та 5,6 % осіб у віці 65 років та старших.
Цивільне працевлаштоване населення становило 372 особи. Основні галузі зайнятості: виробництво — 28,0 %, освіта, охорона здоров'я та соціальна допомога — 20,4 %, роздрібна торгівля — 9,4 %, будівництво — 8,9 %.